# 吉田潤 (美容師)
吉田 潤（よしだ じゅん、1967年5月12日）は、東京都足立区出身の美容師。美容室「ISM」の代表で東京の北千住、南青山に2店舗を構える。
日本美容専門学校卒業。東京江北ロータリークラブ所属。

## 来歴
東京下町北千住に生まれ育つ。父親は警察官、母親が美容師という環境で育ったことがきっかけで自分も美容師を目指すようになる。
中学校卒業後、日本美容専門学校入学。
日本美容専門学校卒業後、都内有名美容室で働き始めるが、21歳で美容の世界を離れて自身で会社を興す(ハウスクリーニング、惣菜店等)。
その後、同じ美容師の兄が独立し北千住で店舗を営むことにより、兄を手伝うため、北千住に戻り再び美容師となる。
1998年に独立し、美容室ISMをオープン。
メディア露出したことにより実力を高く評価され、瞬く間にそれを見た渋谷系のギャルが吉田がいる美容院に押し寄せるようになり、
ストリートの伝説となっている。
以来、若者のヘアカルチャーを世に知らしめた第一人者であり、絶対的なカリスマ性で人気を持つ美容師となっている。
浜崎あゆみのヘアメイクを担当した事により、あゆの人気と吉田のカット技術で【あゆショート】という言葉が生まれる。
現在でもあゆショートは美容室の定番となっている。
数々の大物アーティストや芸能人、スポーツ選手から文化人まで、様々な著名人を担当している。
また、日本髪の技術を伝承する為に、全国各地でセミナーを行っている。
東京江北ロータリークラブに所属し、社会奉仕活動に努めると同時に、動物保護にも積極的に力を入れている。

### 略歴
- 日本美容専門学校卒業後、美容室SHIMAに入社。
- 1998年1月23日、HAIR ISMを東京北千住にOPNEし、代表を務める。
- ISMヘアケアサロンクオリティーシャンプー・コンディショナーをプロデュース。
- 浜崎あゆみとコラボレーションしたシャンプー・コンディショナーも発売し『@cosme』クチコミランキングのシャンプー・コンディショナー部門にて1位を受賞[3]。
- hoyu PROMASTER COLORCAREシリーズ sweetia シャンプー監修。
- hoyu 3210 SUPLIR STYLING SPRAY HARD FIX 監修。
- 発売から10年を迎る2020年にISMサロンクオリティーヘアケアがリニューアル。

## 出演

### テレビ番組
- テレビ東京「流派-R」
- TBS「ひみつの嵐ちゃん!」（2008年 - 2009年、盛り師として出演。）
- 日本テレビ「ZIP!」※ハテナビのコーナー（2014年1月14日、4月14日）
- 有吉ジャポン
- ありえへん世界

### 雑誌
- egg (1995年-2014年)
- Men’s egg (1999年-2013年)
- popteen　(1980年-)
- cawaii (1996年-2009年)
- S Cawaii! (2000年-)
- Ranzuki (1998年-2016年)
- 小悪魔ageha (2005年-2017年)
- BLENDA (2003年-2014年)
- JELLY (2005年-)

### DVD
- PREPPY COLLEGE　vol.21見て納得!究極の盛りレシピ（2009年6月1日発売、プレアデスセンター）
- PREPPY COLLEGE　vol.33 媚びない黒、癒しの白、進化系アレンジ（2011年6月1日発売、プレアデスセンター）